# Episodi de La nostra amica Robbie (terza stagione)
Gli episodi della terza stagione di La nostra amica Robbie sono andati in onda dal 27 dicembre del 2003 al 28 febbraio del 2004. In Italia sono stati trasmessi dal 15 giugno 2011
| n° | Titolo originale         | Titolo italiano        | Prima TV Germania | Prima TV Italia |
| -- | ------------------------ | ---------------------- | ----------------- | --------------- |
| 1  | In letzeter Sekunde      | All'ultimo secondo     | 27 dicembre 2003  | 15 giugno 2011  |
| 2  | Ohnmacht                 | Il salvataggio di Lisa | 3 gennaio 2004    |                 |
| 3  | Strandläufer             | L'istruttrice di nuoto | 10 gennaio 2004   |                 |
| 4  | Robbie macht Theater     | Robbie a teatro        | 17 gennaio 2004   |                 |
| 5  | Giftalarm                | Allarme inquinamento   | 24 gennaio 2004   |                 |
| 6  | Der Ausreißer            | Amore ritrovato        | 31 gennaio 2004   |                 |
| 7  | Zwei Fremde aus dem Meer | Il microchip           | 7 febbraio 2004   |                 |
| 8  | Glückliches Wiedersehen  | Un felice ritorno      | 14 febbraio 2004  |                 |
| 9  | Atemlos                  | Senza respiro          | 21 febbraio 2004  |                 |
| 10 | Flaschenpost             | Messaggio in bottiglia | 28 febbraio 2004  |                 |